# Paraisanthus tamarae
Paraisanthus tamarae är en havsanemonart som beskrevs av Sanamyan 1998. Paraisanthus tamarae ingår i släktet Paraisanthus och familjen Isanthidae. Inga underarter finns listade i Catalogue of Life.